# Radiacyjne utrwalanie żywności

Symbol Radura, do oznaczania żywności napromieniowanej (wersja amerykańska, używana przez FDA; międzynarodowa jest nieco inna)

Radiacyjne utrwalanie żywności − metoda konserwacji żywności polegająca na wystawieniu jej na działanie promieniowania jonizującego, którego właściwości powodują unieszkodliwienie znajdujących się w żywności drobnoustrojów, wirusów i owadów. Proces ten może też być stosowany w celu przedłużenia okresu ważności produktów spożywczych (powstrzymanie dojrzewania owoców i kiełkowania warzyw, hamowanie procesów gnilnych).
W Polsce radiacyjne utrwalanie żywności jest dopuszczalne, o ile nie stanowi zagrożenia dla zdrowia i życia człowieka oraz jest uzasadnione technologicznie.